# Mark Bowen
Mark Bowen (* 7. prosinec 1963) je bývalý velšský fotbalista.

## Reprezentační kariéra
Mark Bowen odehrál za velšský národní tým v letech 1986–1997 celkem 41 reprezentačních utkání a vstřelil v nich 3 góly.

## Statistiky
| Wales  | Wales  | Wales |
| Roky   | Zápasů | Gólů  |
| ------ | ------ | ----- |
| 1986   | 2      | 0     |
| 1987   | 0      | 0     |
| 1988   | 2      | 0     |
| 1989   | 6      | 1     |
| 1990   | 1      | 0     |
| 1991   | 3      | 0     |
| 1992   | 8      | 2     |
| 1993   | 3      | 0     |
| 1994   | 4      | 0     |
| 1995   | 6      | 0     |
| 1996   | 5      | 0     |
| 1997   | 1      | 0     |
| Celkem | 41     | 3     |